# Oncideres aragua
Oncideres aragua är en skalbaggsart som beskrevs av Martins och Maria Helena M. Galileo 1990. Oncideres aragua ingår i släktet Oncideres och familjen långhorningar.
Artens utbredningsområde är Venezuela. Inga underarter finns listade i Catalogue of Life.